# أي أتش أتش للرعاية الصحية
أي أتش أتش للرعاية الصحية بيرهاد (IHH) هي مجموعة رعاية صحية دولية خاصة تركز على الخدمات الصحية الراقية، وهي أكبر مجموعة رعاية صحية خاصة في آسيا. يقدم مجموعة كاملة من خدمات الرعاية الصحية المتكاملة من العيادات إلى المستشفيات إلى الرعاية المتخصصة للغاية ومجموعة واسعة من الخدمات الطبية الحادة. يقع مقرها الرئيسي في كوالالمبور ولها بصمة جغرافية واسعة في جميع أنحاء ماليزيا وسنغافورة وتركيا والهند وبر الصين (بما في ذلك هونغ كونغ) وعبر آسيا ووسط وشرق أوروبا. لدى المجموعة أكثر من 65000 موظف في 80 مستشفى في أنحاء 10 دول مختلفة. وهي مدرجة في بورصة ماليزيا وسنغافورة. في السنوات الأخيرة توسعت أي أتش أتش كثيرًا في الهند وبر الصين.
تشمل محفظتها من العلامات التجارية للرعاية الصحية بانتاي وجلينجليز وبرنس كورت في أي أتش أتش ماليزيا؛ جبل إليزابيث وجلين إيجلز وباركواي في أي أتش أتش سنغافورة؛ جلينجليز وباركواي هيلث في أي أتش أتش الصين الكبرى؛ فورتيس العالمية والقارية في أي أتش أتش الهند؛ وأكاديمية في تركيا. تشمل الشركات التابعة لـ أي أتش أتش شركات (بانتاي وباركواي القابضة وباركواي لايف ريت وفورتس).
تمتلك أي أتش أتش للرعاية الصحية أيضًا الجامعة الطبية الدولية في كوالالمبور وهي المساهم الأكبر في مجموعة أكاديمية للرعاية الصحية، أكبر شركة رعاية صحية خاصة تركية. تمتلك أي أتش أتش للرعاية الصحية 52.3٪ من شركة مستشفيات كونتيننتال ليمتد للرعاية الصحية ومقرها حيدر أباد في الهند.
أكبر مساهم في أي أتش أتش للرعاية الصحية هي شركة ميتسوي اليابانية يليها صندوق الثروة السيادية للحكومة الماليزية خزان ناسيونال وسيتي جروب بالولايات المتحدة. ويحتفظ صندوق ادخار الموظفين الماليزي بحصة أخرى. رئيس هيئة أي أتش أتش هو داتو محمد عزلان بن هاشم.

## روابط خارجية
- IHH للرعاية الصحية